# Antonio Serrano González
Antonio Serrano González (Málaga 1919 - Caracas, 14 de Julho de 2008). Anarcossindicalista espanhol, membro da CNT, combatente republicano na Revolução Espanhola, integrante fundador do periódico El Libertario e do Centro de Estudos Sociais Libertários da Venezuela.

## Biografia
Antonio Serrano González nasceu em Málaga no ano de 1919. Desde muito jovem ingressou no anarcossindicalismo, com a idade de 16 anos exercia o cargo de Vice-Secretario do Sindicato de Sastres, a esta idade também tornou-se membro da Confederação Nacional do Trabalho (CNT), organização anarcossindicalista da qual fez parte durante toda sua vida.
Em 16 de julho de 1936, junto a muitos de seus companheiros, enfrentou a tentativa de golpe fascista contra a República, participando em diferentes frontes de Guerra Civil Espanhola. Com o fim da contenda, se exila na França, onde participa de grupos de guerrilha contra a ocupação nazista e o regime franquista.
Em 1950 viaja para a Venezuela, onde passa a desempenhar o ofício de livreiro em Caracas por quase 40 anos. Ao longo das décadas continua difundindo os ideais de justiça e liberdade por meio de inumeráveis escritos para imprensa venezuelana e internacional, bem como participando de diversas iniciativas de organização libertária. Em 1995 toma parte no grupo que reinicia a edição do El Libertario (publicação da qual já havia participado em sua etapa inicial na década de 1980). Durante mais de 10 anos não só escreveu artigos como também fez boa parte do trabalho de correção de provas do periódico, chegando mesmo a vender centenas de exemplares de cada edição pessoalmente.
Participou também da elaboração do Centro de Estudos Sociais Libertários de Caracas (inaugurado em 2004), onde sua presença nas reuniões semanais e demais atividades era constante. Manteve-se ativo junto a este centro de estudos até poucas semanas de sua morte, no dia 14 de Julho de 2008, aos 89 anos.